# Rossi X-ray Timing Explorer

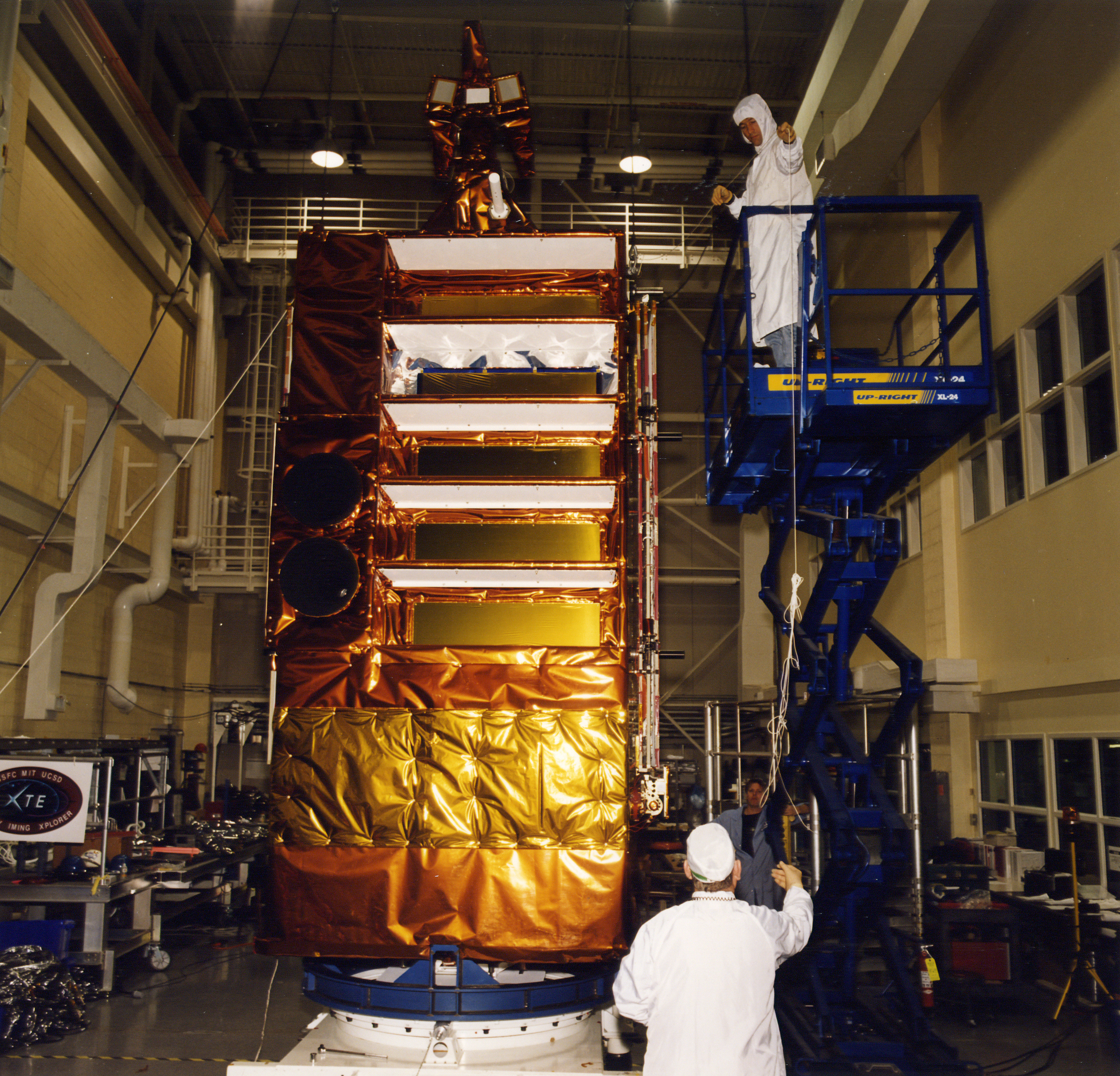
Des techniciens centre de vol spatial Goddard préparent le satellite avant son lancement en 1995.

Le Rossi X-ray Timing Explorer (abrégé en RXTE ou Explorer 69), est un télescope spatial astronomique lancé par la NASA, et opérant dans le domaine du rayonnement X. Ce satellite permet notamment d'étudier les variations très rapides de la luminosité X de certains objets, comme les microquasars et les noyaux actifs de galaxie. Il est lancé en 1995 depuis la base de lancement de Cap Canaveral et la NASA met fin à ses observations en janvier 2012.

## Historique
Le satellite RXTE est développé, construit, vérifié et exploité par le Goddard Space Flight Center de la NASA à Greenbelt, dans le Maryland. Les instruments sont fournis par l'université de Californie à San Diego, le Massachusetts Institute of Technology (MIT) et le Goddard Space Flight Center. Il est lancé le 30 décembre 1995 sous l'appellation XTE par un lanceur Delta II. Début 1996, il est baptisé RTXE en l'honneur du physicien italo-américain Bruno Rossi, un astronome du MIT et un pionnier dans le domaine de l'astronomie en rayons X et de la physique du plasma dans l'espace, décédé en 1993.
Après 16 ans d'activité, la NASA met fin à la mission de RXTE le 5 janvier 2012 sur recommandations d'un comité d'examen en 2010 chargé d'évaluer et de classer chacune des missions d'astrophysique en exploitation de la NASA : cette décision est prise sur la base du constat que le RTXE a atteint l'ensemble des objectifs qui lui étaient fixés et ses équipements commencent à donner des signes de vieillissement. Le satellite est détruit en effectuant sa rentrée atmosphérique le 30 avril 2018.

## Objectifs scientifiques
L'objectif principal de la mission est l'étude de phénomènes associés aux objets compacts - étoile à neutrons, naine blanche, noyaux actifs de galaxie, éventuellement trou noir... - des systèmes stellaires et galactiques. Le satellite peut étudier des phénomènes très transitoires (1 milliseconde) ou sur une longue durée sur un large spectre électromagnétique.

## Caractéristiques techniques
RXTE est un satellite de 3 200 kg placé sur une orbite terrestre basse de 600 km. RTXE permet d'observer les sources de rayons X ayant une durée aussi brève qu'une microseconde mais effectue également des observations continues sur plusieurs mois. Il observe les sources dont l'énergie est comprise entre  2 et 250 keV. Le satellite peut être orienté rapidement (6°/min) pour pointer les instruments PCA et HEXTE vers une autre portion du ciel avec une précision de 0,1°. Les panneaux solaires ont 1° de liberté ce qui permet de mener des observations conjointes avec les télescopes terrestres sur la face non éclairée de la Terre. Les données recueillies sont transférées de manière continue via les satellites de télécommunications TDRS avec un débit de 32 kilobits par seconde dont 26 réservées aux données scientifiques. Des commandes peuvent être envoyées au satellite au moins une fois par orbite. La charge utile comprend trois instruments :
- Proportional Counter Array (PCA) pour les rayons X mous (à faible énergie) de 2  à   60 keV. La surface totale des détecteurs est de 6 250 cm2. Le champ observé est de 1° et l'énergie est mesurée avec une incertitude de 6 keV. La sensibilité est de 0,1 millicrabe.
- High Energy X-ray Timing Experiment (HEXTE) pour les rayons X durs (à haute énergie) de 20  à   250 keV. Cet instrument comprend 4 détecteurs dont l'orientation est identique à ceux de PCA et dont la superficie est de 1 600 cm2. Le champ observé est de 1°. HEXTE est une version évoluée de l'instrument embarqué sur le satellite astronomique HEAO-1. La sensibilité est de 1 millicrabe.
- All-Sky Monitor (ASM) assure une surveillance permanente de la voûte céleste permettant de disposer de données actualisées en permanence sur les sources de rayons X variables et souvent imprévisibles d'observer 80 % de la voûte céleste toutes les 100 minutes. L'instrument permet d'identifier les sources de rayons X ayant une énergie comprise entre 2  et   10 keV et de les localiser avec une précision de 3 minutes d'arc voire de 1 minute d'arc. La sensibilité de 20 millicrabes permet de passer en revue les 50 sources de rayons X les plus puissantes observées à la date de lancement du satellite.

## Résultats scientifiques
RTXE permet de vérifier l'existence des magnétars, une étoile à neutrons disposant d'un champ magnétique extrêmement puissant et émettant des radiations électromagnétiques de haute énergie qui relevait jusque-là du domaine de la théorie. Des observations menées avec RXTE permettent de vérifier l'effet Lense-Thirring, prédit par la théorie de la relativité générale.
En janvier 2006, RXTE permet de localiser un candidat de trou noir intermédiaire, baptisé M82 X-1. En février 2006, les données collectées par  RXTE sont utilisées pour montrer que le rayonnement de fond dans le domaine des rayons X dans notre galaxie provient notamment d'un grand nombre de naines blanches, jusque-là non détectées, qui viennent ajouter leur émission à celle de la couronne chaude de nombreuses autres étoiles ordinaires. Les données fournies par RTXE sont utilisées pour rédiger 2 200 articles scientifiques et font l'objet de 92 thèses doctorales. Le satellite signale à plus de 1 000 reprises l'irruption d'un événement astronomique.